# Giorgio Rondelli
Giorgio Rondelli (* 11. Februar 1946 in Mailand) ist ein italienischer Leichtathletiktrainer. 60 seiner Athleten waren Mitglieder der  Nationalmannschaft und gewannen insgesamt 76 Italienische Meisterschaften.

## Leben
Nach einer kurzen Karriere als Mittelstreckler studierte er Sport in Mailand, arbeitete als Sportlehrer an der Mittelschule, ehe sich Rondelli seit Mitte der 1970er Jahre als Mittelstreckentrainer bei seinem Verein Pro Patria Milano in Mailand etablierte. Zusätzlich schreibt er als Leichtathletikexperte für den Corriere della sera, ist Fernsehexperte für RAI und die Radiotelevisione Svizzera und schreibt für die Zeitschriften der Langstreckenläufer. Er war aufgrund seiner Erfolge auch Nationaltrainer der FIDAL und erklärt seine Trainingsprinzpen für alle Leistungsbereiche in seinen blogs. Er ist technischer Direktor der verschiedenen Straßenläufe, u. a. des Strà a Milano. Sein Training beinhaltet viele Tempoläufe in Renngeschwindigkeit auf der Grundlage von langen Läufen (und Crossrennen) im Winter.

## Wichtigen Athleten
- Alberto Cova
- Francesco Panetta
- Danilo Goffi
- Hinzu kommt eine Vielzahl an Mannschaftstiteln u. a. die Europameisterschaft der Vereine im Crosslauf.